# دارینو (شهرستان ملئوزوفسکی، باشقیرستان)
دارینو (انگلیسی: Daryino, Meleuzovsky District, Republic of Bashkortostan) یک شهرک در شهرستان ملئوزوفسکی استان باشقیرستان کشور روسیه است.